# Thomas Buckner
Thomas Buckner (* 1941) ist ein amerikanischer Sänger (Bariton) und Komponist, der für die „Stimme der Downtown-Szene“ New Yorks gehalten wird (Allmusic).

## Leben und Wirken
Buckner, der aus einer wohlhabenden Familie stammt (Thomas J. Watson war sein Großvater), studierte zunächst an der Yale University Betriebswirtschaft und sang zudem dort im Yale Glee Club und bei den Alley Cats. Dann zog er nach Kalifornien, wo er in einer IBM-Fabrik arbeitete und Jazz sang. Dann beendete er seine universitäre Ausbildung an der jesuitischen Santa Clara University. In Berkeley gründete er das Label 1750 Arch Records, das bis 1984 mehr als 50 Alben veröffentlichte. 1983 beendete er diese Tätigkeit und zog nach New York, wo er eng mit Robert Ashley zusammenarbeitete und zu dessen Trilogie Private Parts beitrug. In den 1990er Jahren interpretierte er Werke von David First und trat mit Bruce Arnold, Tom Hamilton und Ratzo Harris in der Experimentalgruppe The Act of Finding auf stellte aber auch eigene Werke für Improvising Baritone vor. Daneben trat Buckner auch mit Musiker des Creative Jazz wie Muhal Richard Abrams (The Visibility of Thought), Roscoe Mitchell oder Henry Threadgill auf.

## Diskographische Hinweise
- Tom Buckner, Gerald Oshita, Roscoe Mitchell New Music for Woodwinds and Voice (1750 Arch, 1984)
- Full Spectrum Voice (Lovely, 1991, mit Werken von Robert Ashley, Jon Gibson, Nils Vigeland, Peter Gena, Annea Lockwood und Roscoe Mitchell)
- Sign of the Times (Lovely, 1994, mit Werken von Jon Gibson, Annea Lockwood, Leroy Jenkins, Brian Smith und Robert Ashley)
- Inner Journey (Lovely, 1998, mit Werken von William Duckworth, Thomas Buckner, Jacques Bekaert, David Wessel und Somei Satoh)
- His Tone of Voice (Lovely, 2000, mit Werken von Blue Gene Tyranny, Mel Graves und Jacques Bekaert)
- Alone Together Apart (Mutable, 2002, mit Jerome Cooper)
- Mel Graves / George Marsh / Thomas Buckner Homage (Mutable, 2005)
- Contexts (Mutable, 2005, mit David Darling, Borah Bergman bzw. Earl Howard, Gustavo Aguilar, Wu Man)
- New Music for Baritone & Chamber Ensemble (Mutable, 2008, mit S.E.M. Ensemble bzw. Continuum)
- Roscoe Mitchell, Thomas Buckner, Jérôme Bourdellon, Dalila Khatir Kirili et les Nymphéas: Hommage à Monet (Mutable, 2008)[1]
- Robert Dick & Thomas Buckner Flutes & Voices (Mutable, 2010)
- Thomas Buckner / Joëlle Léandre / Nicole Mitchell Flowing Stream (Leo Records, 2014)